# Ramkot
Ramkot (nep. रामकोट) – gaun wikas samiti w środkowej części Nepalu w strefie Bagmati w dystrykcie Katmandu. Według nepalskiego spisu powszechnego z 2001 roku liczył on 1279 gospodarstw domowych i 6517 mieszkańców (3284 kobiet i 3233 mężczyzn).